# 罗卡曼多尔菲
罗卡曼多尔菲（義大利語：Roccamandolfi），是意大利伊塞尔尼亚省的一个市镇。总面积53平方公里，人口1010人，人口密度19.1人/平方公里（2009年）。ISTAT代码为094040。